# Orobanche kochii
Orobanche kochii F. W. Schultz – gatunek byliny z rodziny zarazowatych (Orobanchaceae). Występuje w Azji i w Europie. W Polsce objęty ochroną.

## Zasięg występowania
Naturalny zasięg gatunku obejmuje część Azji (Iran, Turcja, Armenia, Kaukaz Północny, Stawropol, Kazachstan, Kirgistan, Tadżykistan, Chiny, Indie) i Europy (Austria, Czechy, Niemcy, Węgry, Polska, Słowacja, Baszkortostan, Ukraina, Bośnia i Hercegowina, Bułgaria, Chorwacja, Grecja, Włochy, Rumunia, Serbia, Słowenia, Francja).
W Polsce gatunek podawany m.in. z Roztocza Środkowego (Tarnawatka, okolice Tomaszowa Lubelskiego), z okolic Wesołówki koło Tarłowa i Małopolski (Dolina Kobylańska).

## Biologia i ekologia
Jest rośliną pasożytniczą, bezzieleniową byliną bez korzeni. Pasożytuje wyłącznie na roślinach z rodzajów chaber (Centaurea sp.) i przegorzan (Echinops sp.). Jej żywicielami są:
- w przeważającej części (około 90%) chaber driakiewnik Centaurea scabiosa,
- rzadko: C. jacea i C. triumfettii subsp. axillaris w Bohemii i na Morawach, C. stoebe na Słowacji, C. sadleriana na Słowacji i Węgrzech, C. montana w Austrii, C. ruthenica w Rosji (Obwód saratowski),
- sporadycznie przegorzan pospolity Echinops ritro.

Liczba chromosomów n = 19, 2n = 38.

## Systematyka
W większości prac w XX wieku okazy roślin pasożytujących na chabrze łąkowym zbierane w środkowej Europie, były traktowane jako zaraza wielka Orobanche elatior Sutton. Późniejsze badania wskazały, że chaber łąkowy jest żywicielem dwóch odrębnych gatunków zarazy klasyfikowanych jako O. kochii F.W.Schultz i O. elatior Sutton. 

## Zagrożenia i ochrona
W latach 2004–2014 gatunek był objęty w Polsce ochroną ścisłą, od 2014 roku podlega ochronie częściowej. Umieszczony na polskiej czerwonej liście w kategorii VU (narażony).